# Стара Врхника
Стара Врхника (словен. Stara Vrhnika) је село општине Врхника, која припада Средњесловенској регији у Републици Словенији.
По попису становништва из 2011. године, насеље Стара Врхника имало је 730 становника.